# Dag Malmberg
Dag Malmberg est un acteur suédois né le 18 janvier 1953.

## Filmographie partielle
- 2005 : Krama mig de Kristina Humle
- 2009 : Atletu de Davey Frankel et Rasselas Lakew
- 2010 : Easy Money de Daniel Espinosa
- 2010 : Sound of noise, de Ola Simonsson et Johannes Stjärne Nilsson
- 2011 - 2015 : Bron (série télévisée)
- 2013 : Rendez-vous à Kiruna d'Anna Novion
- 2014 : Gentlemen de Mikael Marcimain
- 2016 : Springfloden (série télévisée)
- 2017 : Borg/McEnroe de Janus Metz Pedersen